# Heimatdichtung
Unter Heimatdichtung fasst man Dichtung und Prosa zusammen, die sich – vielfach aus einheimischer Sicht – mit heimatlichen Inhalten und lokalen Themen eines Dorfs, eines Tals, einer Stadt, einer Landschaft oder einer Region befasst. Die Autoren dieses Genres heißen Heimatdichter.
Andreas Dorschel unterscheidet „verschweigende“ und „benennende Heimatpoesie“. Während diese dem historischen Gewordensein einer Heimat nachgeht, lässt jene solche konkreten Umstände gerade im Vagen, um etwa den Zauber der Stimmung einer Landschaft zu beschwören.
Reine Dialektliteratur ist oft, aber längst nicht immer, Heimatdichtung. Überdies gibt es dialektnahe Schreibweisen, in denen in der Hochsprache erzählt wird, aber die Protagonisten in wörtlicher Rede im – meist abgemilderten – Dialekt oder Regiolekt vertreten sind. Vergleichbar ist der Heimatfilm, der oft Motive aus der Heimatdichtung aufnimmt und filmisch umsetzt.
Heimatdichtung gibt es in allen Regionen Europas.

## Forschungsliteratur
Lilian Ramos: The romantic regional poetry of Peter Rosegger (1843–1918). Heimatdichtung and Dorfgeschichte. Edwin Mellen Press, Lewiston, NY 2015.

## Nachweise
1. ↑  Andreas Dorschel: Wunderbar gewaltig. Verschweigende und benennende Heimatpoesie. In: Triëdere. Zeitschrift für Kunst, Literatur und Theorie Nr. 15, 2/2016, S. 75–87.